# バトルストーリー ロックマンエグゼ
『バトルストーリーロックマンエグゼ』は、GBAソフト「ロックマンエグゼシリーズ」を原作として『小学二年生』・『小学三年生』・『小学四年生』に掲載されたあさだみほの漫画作品である。

## 概要
原作と同様、光熱斗とロックマンが、仲間たちとともに様々な電脳世界の脅威と戦う。単行本は全4巻。
1. ISBN 978-4091495075
2. ISBN 978-4091495082
3. ISBN 978-4091495099
4. ISBN 978-4091495105

## 主要登場人物
ここでは、本作品での設定について記す。
光熱斗
ロックマンエグゼの主人公で「ネットナビ」ロックマンを所持。ロックマンにほぼ毎日世話を焼かされている。
ロックマン
光熱斗のネットナビでネットナビ集中管理センターから配布されたもの。
伊集院炎山
光熱斗の学校へ転校してきた転校生。出会った当初オフィシャルネットバトラーと名乗る。
ブルース
炎山のナビ。ソード系の武器を使いこなす。
デカオ
熱斗の友人。給食をよく取り合いをする。一応は熱斗と仲良し。
ガッツマン
デカオのナビ。第1巻でデカオに悪口を言われて拗ねてしまうが、後に戻ってくる。
桜井メイル
熱斗の幼馴染みでありクラスメイトで優しい子。話の途中事件に巻き込まれ入院してしまう。
ロール
メイルのナビ。回復系の技を中心とする。ロックマンとは大の仲良し。

## 補足
- コミックス初版本にはシールが添付されている。1巻はゲームボーイアドバンス各ソフトのデコレーション、2～4巻は各キャラクターを描いたシールとなっている。